# Heart and soul (Steve Jolliffe)
Heart and soul is een studioalbum van Steve Jolliffe. Het in eigen beheer uitgegeven album is een hommage aan de overgrootmoeder, oma en moeder van Jolliffe. Het album is alleen te koop als cd-r. De muziek is extreem kalm en lyrisch, de elektronische muziek is bijna geheel verdwenen. 

## Musici
- Steve Jolliffe – toetsinstrumenten, dwarsfluit

## Muziek
| Nr. | Titel                             | Duur  |
| --- | --------------------------------- | ----- |
| 1.  | Edith (1868-1931 overgrootmoeder) | 14:53 |
| 2.  | Lillian (1894-1984 oma)           | 14:02 |
| 3.  | Christine (1922-2007 moeder)      | 12:27 |